# Dörte Helm
Dörte (Dorothea) Helm ou também Dörte Helm-Heise (Berlim-Wilmersdorf, 1898-1941) foi uma artista alemã da Bauhaus e artista independente. Designer gráfica, pintora, designer de interiores e escritora foram papéis que desempenhou ao longo da vida. Sua trajetória e obra também se destacam pela sua luta no direito das mulheres dentro da escola e abrir espaço para outras depois dela.

## Começo da Vida
Dörte era filha do filólogo clássico e também professor Rudolf Helm (1872 - 1966) e de sua esposa judia Alice Caroline (1873-1947). Em 1910 concluiu os seus estudos na escola Berlin-Steglitz e depois foi com sua família para Rostock, após seu pai ser chamado para uma cadeira acadêmica na Universidade de Rostock. Dörte obteve certificado de elegibilidade para ensino superior no ‘’Lyzeum’’ em Rostock, onde estudou de 1913 a 1915 na Escola de Artes Aplicadas. Logo depois, segue os seus estudos na Academia de Artes Kunstakademie Kassel de 1915 a 1918. Em Kassel, Dörte fez um curso semestral na arte de modelar com CH Bernewitz e é aluna do pintor Ernst Odefey. Dörte também deu aulas particulares de desenho. Em 1918, ela entrou para na Academia de Belas Artes de Weimar em aulas gráficas com o professor Walther Klemm ficando até 1919.

## Atuação na Bauhaus
Em 23 de junho de 1919, após a decisão do conselho de mestres, ela foi admitida como ‘’aprendiz’’ na recém-fundada Staatlichen Bauhaus Weimar. Teve como primeiros professores os mestres Lyonel Feininger e Johannes Itten no curso preparatório Vorkurs. Na escola, participou da revista estudantil da Bauhaus Der Austausch (O Intercâmbio) que foi publicada em poucas edições ao longo de maio, junho e julho. Ainda nessa revista, teve contribuições para os direitos iguais e o tratamento das mulheres na Bauhaus. No mesmo ano, ela participou de um concurso da Bauhaus Signet, ganhando o 3° lugar. Em 1920 a Alemanha sofreu um golpe de Kapp e Dörte produz cartazes de propaganda política nas salas da Bauhaus para as vítimas do golpe.
Ela teve sua primeira exposição em Rostock no mesmo ano. Dörte participou da oficina de murais no semestre de verão na Bauhaus e chegou a ser suspensa por decorar com pintura a estátua de Adolf Brütt, na praça em frente ao prédio da oficina da escola junto com os seus colegas alunos Heinz Borchers e Robert Franke, ato que o público conservador de Weimar desaprovou e por pressão a escola decidiu por suspendê-los pelo ato que formalmente foi considerado ''imprudência e desrespeito’’. Porém, continuou estudando novamente no próximo semestre de inverno 1920/1921. Ainda nas contribuições de Helm na Bauhaus, ela trabalhou no projeto de Walter Gropius,Haus Sommerfeld, com implementação de uma grande cortina e também como consultora do projeto e contribuição organizacional para o design de interiores e mais tarde em 1922 contribuiu para o layout e desenho de cores para a pintura do edifício Gropius ‘’Haus Otter’’.
Entre 1921 e 1922 Dörte entrou no curso de Tipografia com Lothar Schreyer e conquistou o certificado de aprendizagem de pintura decorativa na associação de pintores e envernizadores da Câmara de Artesanato de Weimar. Dörte também publicou um livro infantil, Im Märchenland’, com versos escritos pelo seu pai. Helm trabalha na oficina de tecelagem durante um ano aprendendo duas formas de tecer tapeçaria. No ano de 1923 acontece na Bauhaus uma grande exposição da escola em Weimar e Dörte participou com contribuições com uma tela de quatro partes com tecidos e uma decoração de paredes em desenhos de formas geométricas estritas. Também contribuiu como a única mulher a fazer um desenho para os cartões publicitários de 20 partes que promoviam a exposição.
Em 2019 foi criada uma série de televisão de 6 episódios Die Neue Zeit ou, como foi traduzido para o inglês, Bauhaus - New Era, sob direção de Lars Krause. A série dramatizou a vida de Dörte Helm misturando fatos reais em grande parte com ficcionais em seu período que passou na Bauhaus. Em entrevista, o diretor conta que a série buscava explicar o porquê de Dörte não ser muito conhecida, e como mulheres interessantes são esquecidas principalmente nesse período e sofreram um apagamento histórico ou foram colocadas nas sombras de homens. A série ainda reflete sobre a grande lacuna deixada mesmo depois da escola ter funcionado ao longo do século XX, de todas as mulheres que foram substituídas nas páginas de livros pelos seus colegas homens. Deixando as suas contribuições nesse período histórico esquecidas e não valorizadas.

## Obras

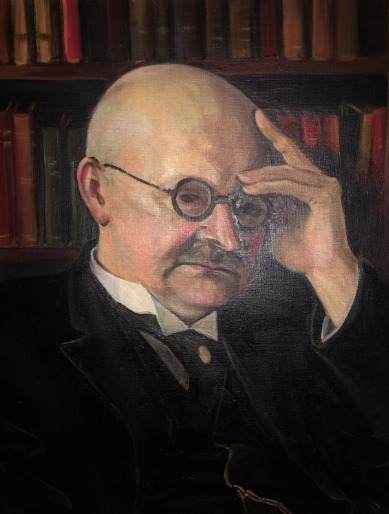
Retrato de Hans Urbanczyk (1915)
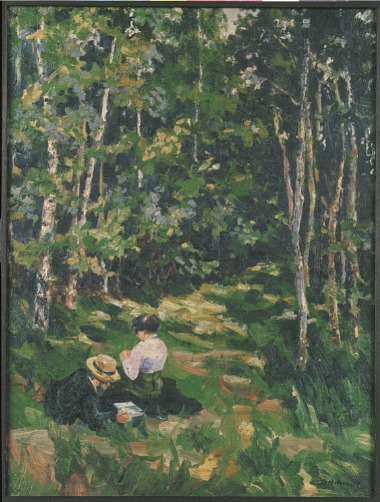
Casal em Rostock Heath (1916)
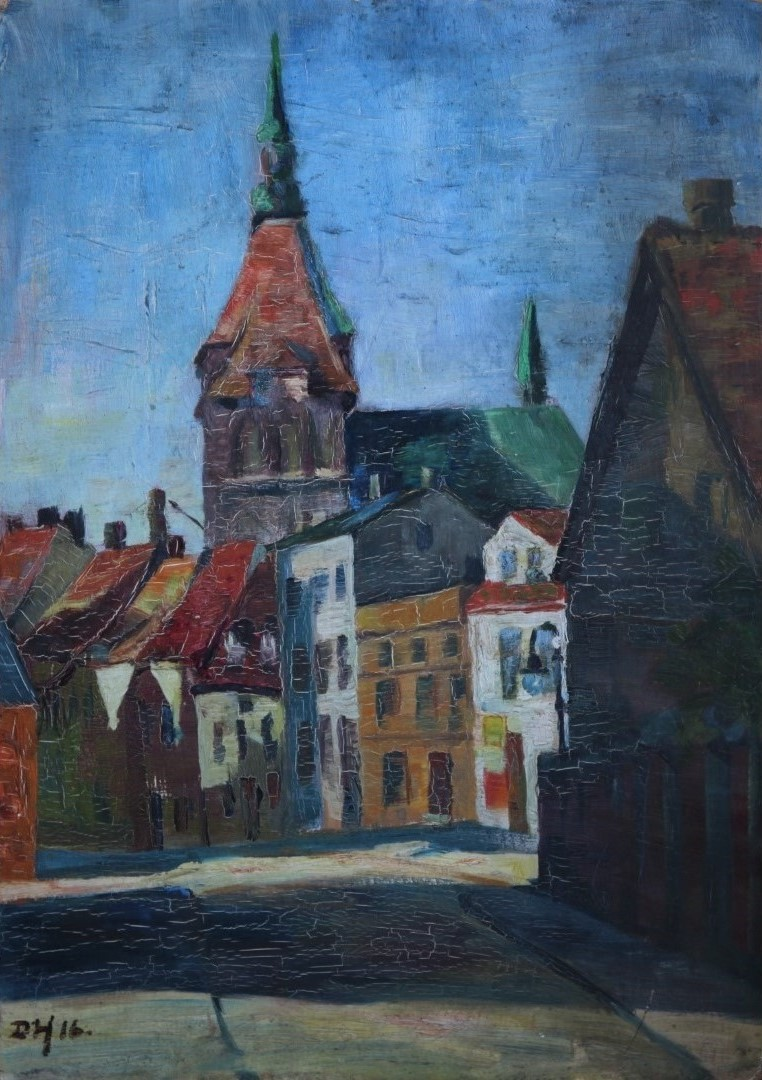
Vista da Igreja de Santa Maria, Rostock (1916)
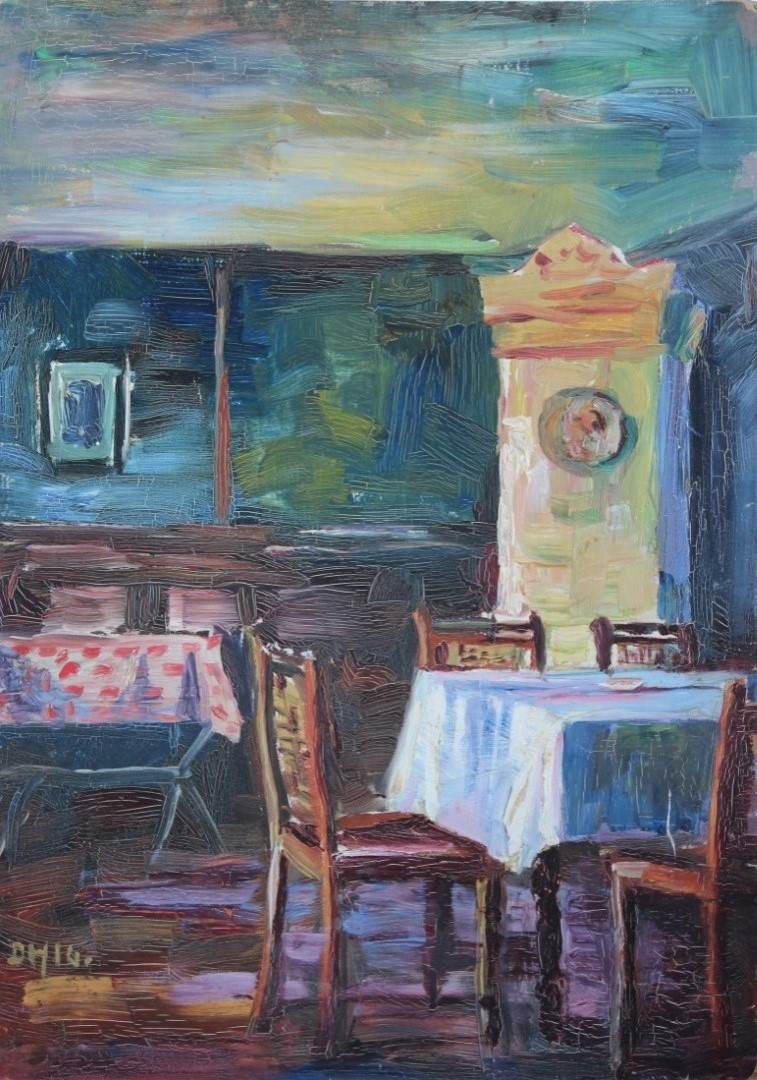
Interieur (1916)
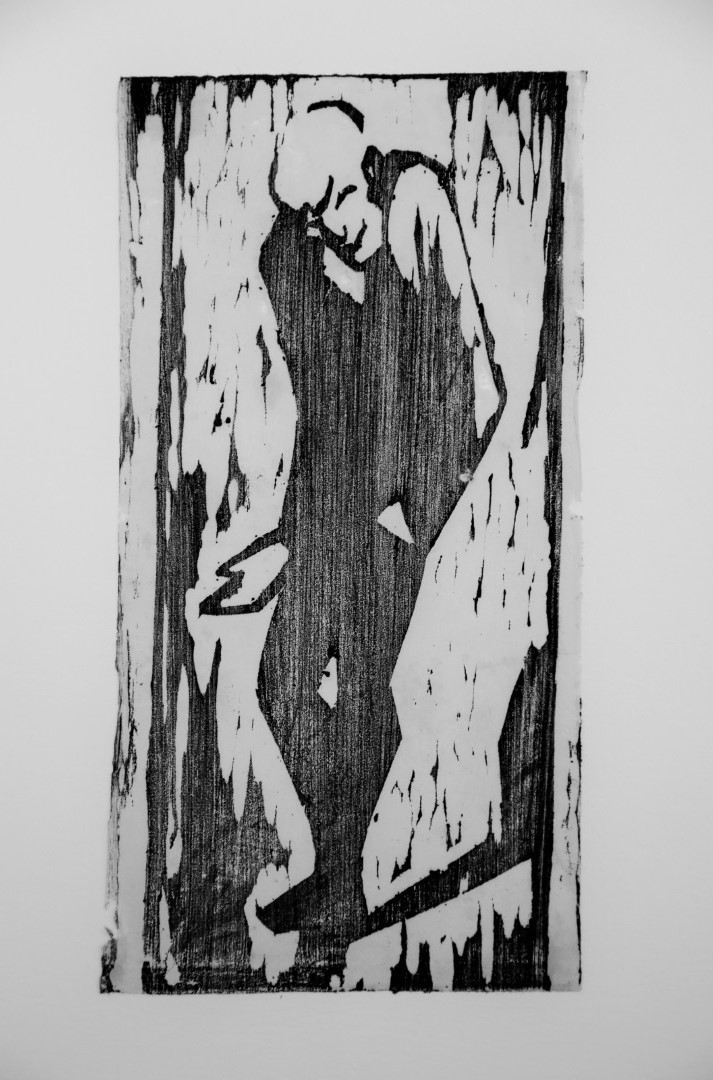
Homem em pé (1919)
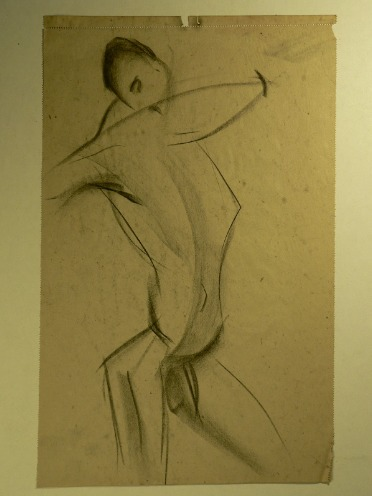
Curso preliminar com Itten (1919)
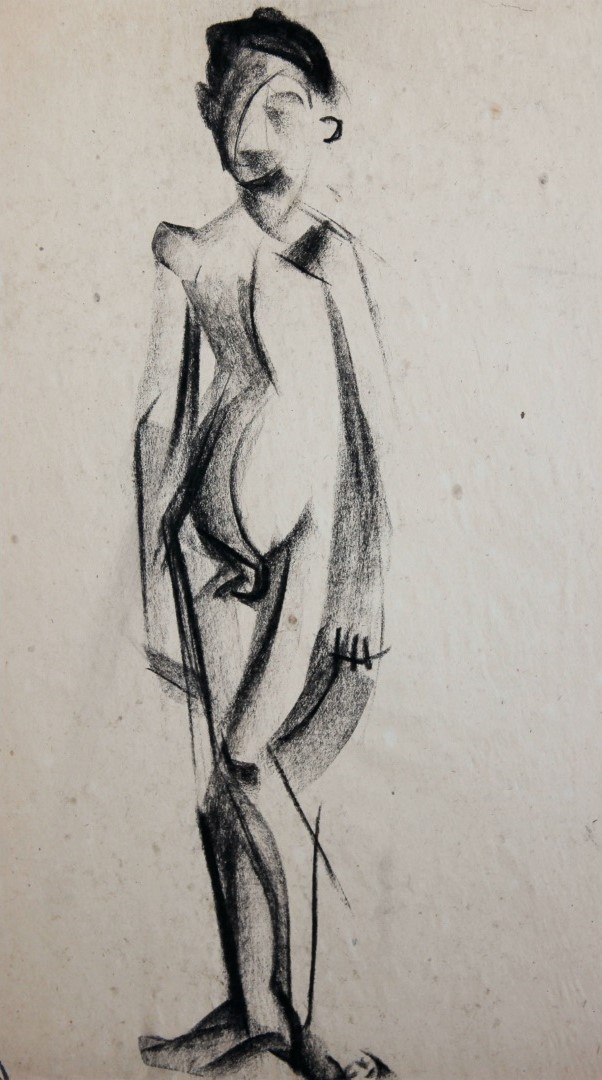
Nu Masculino (1919)
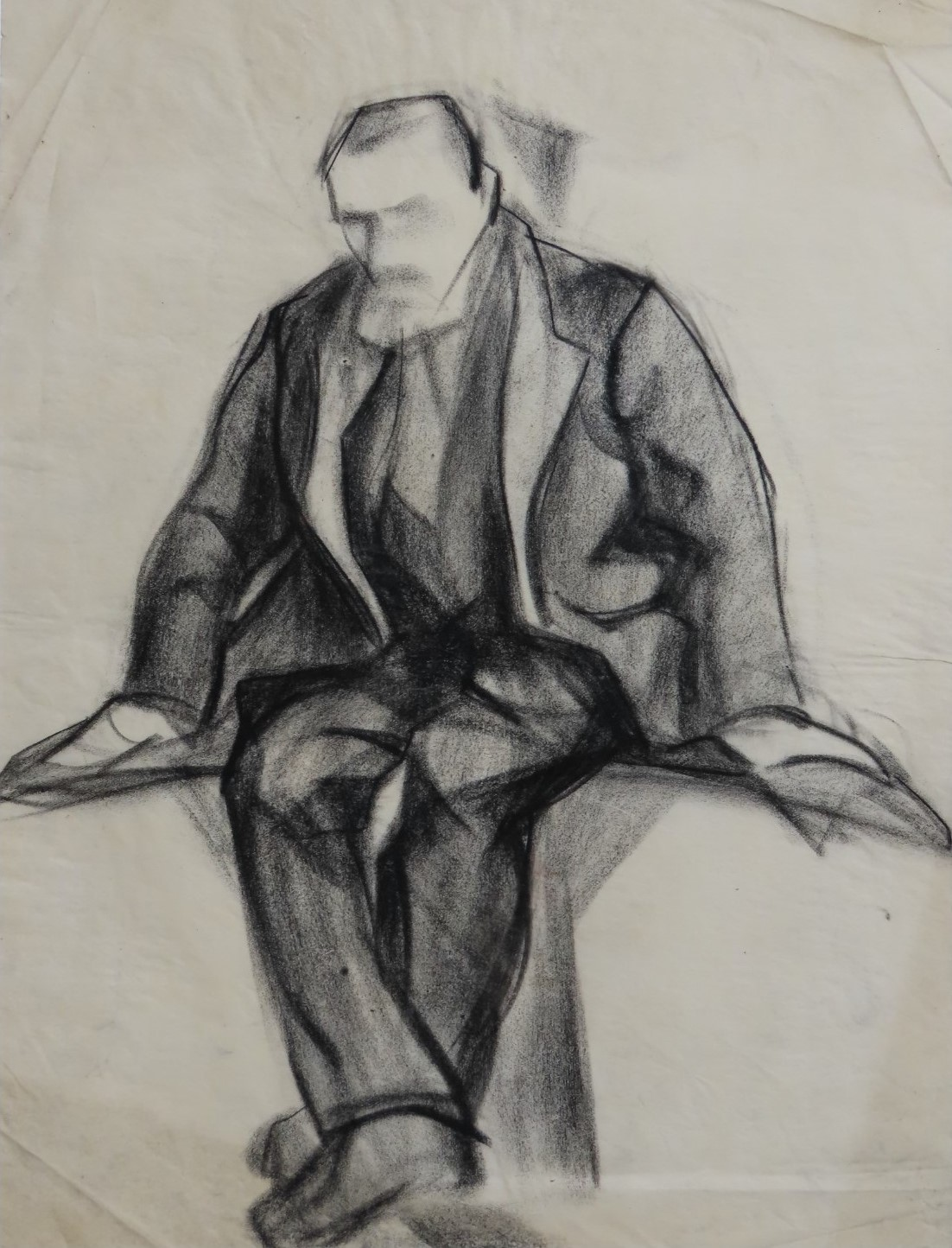
Homem Sentado (1919)
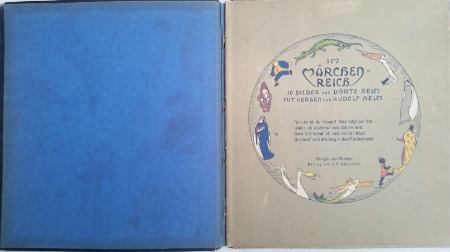
No reino dos contos de fadas.                                                         (Im Märchenreich), livro infantil com versos de seu pai) (1921)
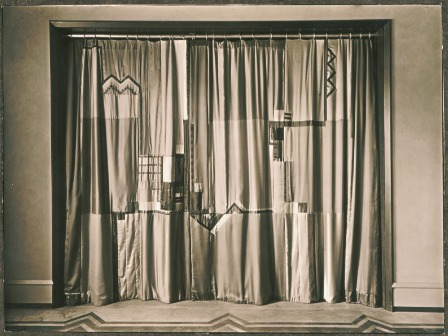
Cortina de aplicação Haus Sommerfeld (1920 - 1922)
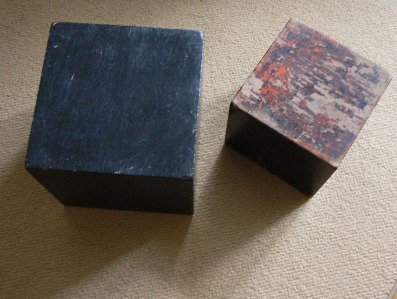
Cubo do assento; 2 partes (1923)
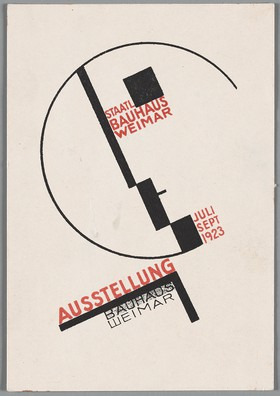
Cartão Postal 14,      Exposição Bauhaus (1923)
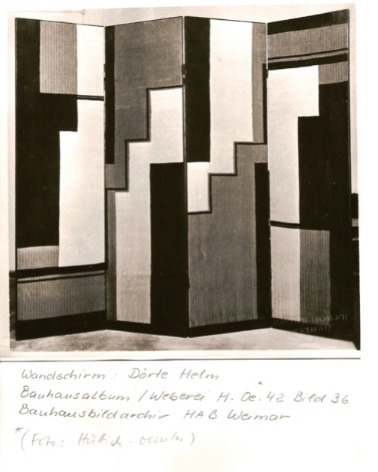
Exposição Screen Bauhaus (1927)
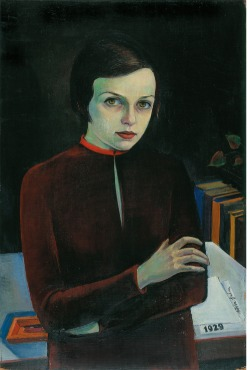
Autorretrato (1929)
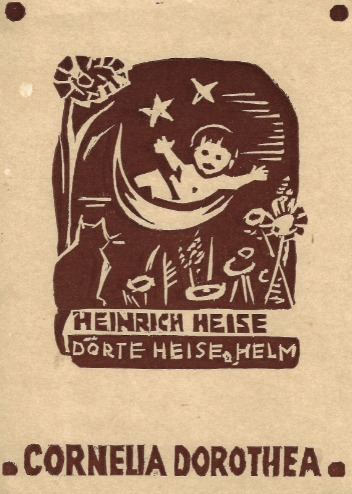
Cartão de Nascimento da filha Cornelia (1932)

## Pós Bauhaus
Em 1924 Dörte Helm retorna para Rostock, onde se tornou membro da Associação de Artistas de Rostock (Vereinigung Rostocker Künstler) e da Associação Econômica de Artistas Visuais (Wirtschaftlicher Verband Bildender Künstler).Na primeira Helm contribui e participa em exposições anuais até 1931 e na segunda, atua como pintora e designer gráfica. Ainda em 1924 faz trabalhos autônomos como decoradora de interiores e pintura. Em 1925 tem estadias prolongadas em Ahrenshoop e no ano seguinte é responsável pelo projeto e planta de um vitral abstrato - construtivista para casa de verão do amigo e editor Hinstorff, Perter E.Erichson ( ‘’Am Schifferberg 10’’ em Ahrenshoop). No ano de 1927 faz uma exposição no Güstrower Heimatmuseum. Entre 1927 e 1928 trabalhou como Design de Interiores do Kurhaus em Warnemünde junto com o arquiteto Walter Butzek ( incluindo murais , que foram destruídos depois de 1933). Ainda em 1928 faz uma exposição especial na exposição anual do VRK dedicada à arquitetura. Faz viagens e estadias mais longas para a Suíça e Áustria e encontra o seu futuro marido, o jornalista Heinrich Heise (1899-1944). Em 1929 faz um projeto para o interior do refeitório da casa de estudantes da universidade de Rostock e participa na exposição ‘’Kunstblatt’’ de jovens artistas em Berlim. No ano de 1930 se casou com Heinrich Heise e tornando-se Dörte Helm-Heise e no mesmo ano participa na exposição ‘’Werbekunst’’ na sociedade de arte em Rostock. Dörte era também escritora e em 1931 acontece a estreia da sua peça de fábula ‘’Köning Drosselbart’’ no teatro da cidade de Rostock a qual também desenhou os cenários. E em 1932 mudou-se para Hamburgo. Do seu casamento com Heinrich nasce em 1938 sua filha Cornelia Dorothea.

## Bauhaus e as Mulheres
Do século XVII até o final do século XIX mulheres eram proibidas de ingressar em instituições de Artes & Design como estudantes ou profissionais. Nota-se uma mudança notável no processo lento de inserção das mulheres no início do século XX, devido a duas grandes guerras na Europa e do bem sucedido movimento sufragista. Quando criada a Bauhaus devido a constituição de Weimar, concedia encorajamento e liberdade ilimitada à aprendizagem das mulheres. No entanto, era dificultada a seleção das alunas do que os alunos, e mesmo que aprovadas eram destinadas a uma ‘’classe feminina’’, ateliers que não indicavam perigo a profissão nos parâmetros da época. Quando negadas a seguir outros caminhos dentro da universidade, diferente dos seus colegas homens, tinham como única alternativa as opções da oficina de tecelagem. Porém algumas mulheres alcançaram algumas posições de liderança em posições ditas masculinas, como por exemplo Marianne Brand que assumiu o atelier de metalurgia, mas essa realidade duraria pouco. Á medida que o partido nazista ganhava poder e sob constante ataque na época, a escola se viu fazendo sacríficos para se manter aberta dispensando Gunta Stölzl, mestre em tecelagem e ex-aluna da Bauhaus que lecionava em Dessau. Sob o nazismo as mulheres alunas e profissionais tiveram as maiores dificuldades na procura de empregos e qualidade de vida. Com o antissemitismo no seu auge, alunas judias também não escaparam. Dörte era ‘’meio judia ‘’ e foi proibida de trabalhar por lei da Câmara de Cultural do Reich, mas continuou a ser escritora escrevendo sob pseudônimo e como arquiteta de interiores para amigos. Mesmo com as notórias mudanças para mulheres na época, apenas 30% dos estudantes da Bauhaus eram mulheres. Apenas 462 mulheres estiveram presentes nas sedes de Weimar, Dessau e Berlim entre 1919 e 1933, tempo em que a escola funcionou.

## Morte
Em 24 fevereiro de 1941, Dörte Helm morreu aos 42 anos devido a uma gripe. Em 2020 seus restos mortais são levados ao jardim feminino (Garten der Frauen) cemitério que lembra mulheres importantes na história de Hamburgo. Sua lápide foi modelada a partir de um assento em formato de cubo que havia desenhado em vida.